# Katie Taylor
Kathleen „Katie“ Taylor (* 2. Juli 1986 in Bray, County Wicklow) ist eine irische Profiboxerin und ehemalige Weltmeisterin aller vier bedeutenden Verbände (WBA, IBF, WBO, WBC) im Leichtgewicht, sowie ehemalige Weltmeisterin der WBO im Halbweltergewicht.
Als Amateur war sie unter anderem Olympiasiegerin 2012, Weltmeisterin 2006, 2008, 2010, 2012 und 2014, sowie Europameisterin 2005, 2006, 2007, 2009, 2011 und 2014. Alle Erfolge erzielte sie im Leichtgewicht (bis 60 kg).

## Privates
Katie Taylor wuchs in ihrer Geburtsstadt in einer Familie auf, in der seit mehreren Generationen Boxen betrieben wurde. Ihr Vater Peter Taylor war 1986 irischer Meister der Amateurboxer und auch ihre Brüder befassen sich mit diesem Sport.

## Amateurkarriere
Mit dem Boxsport begann sie 1998 beim St. Fergal's Boxing Club in Bray. Ihr erster Trainer war dabei ihr Vater, der sie während ihrer gesamten bisherigen Laufbahn betreut und auch Coach der irischen Frauen-Nationalmannschaft im Boxen ist. Am 31. Oktober 2001 sorgte Katie Taylor für ein sporthistorisches Datum, denn an diesem Tag bestritt sie im Nationalstadion von Dublin gegen Alanna Audley den ersten Frauen-Boxkampf, der je auf der irischen Insel stattfand und gewann diesen Kampf nach Punkten.
Nachdem das Frauenboxen auch in anderen Ländern langsam in Schwung gekommen war, bestritt sie im Jahre 2004 in Riccione ihre erste Europameisterschaft. Sie traf dabei im Viertelfinale auf die amtierende Weltmeisterin Julia Nemzowa aus Russland und verlor diesen Kampf mit 12:27 Punkten. Sie belegte damit den 5. Platz. 2005 wurde sie in Tønsberg erstmals Europameisterin. Sie schlug auf dem Weg zum Titel die Französin Lucie Bertaud, die amtierende türkische Europameisterin Gülsüm Tatar und im Finalkampf die Finnin Eva Wahlström. Daraufhin startete sie auch noch bei den Weltmeisterschaften 2005 in Podolsk, wo sie gegen die Inderin Pranamika Borah ins Viertelfinale einzog, dort aber gegen die Nordkoreanerin Kang Hui unterlag.
Bei den EU-Meisterschaften 2006 in Porto Torres verlor sie diesmal gegen Gülsüm Tatar, gewann jedoch noch im selben Jahr die Weltmeisterschaften in Neu-Delhi. Sie schlug dabei Carrie Barry aus den USA, Eva Wahlström, die Rumänin Florina Popa, die Russin Tatjana Tschalaja und im Finale die spätere Profiweltmeisterin Érica Farias aus Argentinien. Darüber hinaus gewann sie auch noch die Europameisterschaften 2006 in Warschau durch Siege gegen die Schwedin Teuta Cuni, Florina Popa, Gülsüm Tatar und Tatjana Tschalaja.
2007 gewann sie mit einem vorzeitigen Finalsieg gegen die Schweizerin Sandra Brügger die Europameisterschaften in Vejle und 2008 mit einem Finalsieg durch 13:2 nach Punkten gegen die Chinesin Dǒng Chéng auch die Weltmeisterschaften in Ningbo. Ebenfalls 2008 gewann sie erstmals die EU-Meisterschaften in Liverpool durch einen 10:0-Finalsieg gegen die Französin Cindy Orain.
2009 wiederholte sie den Gewinn der EU- und der Europameisterschaften durch Finalsiege gegen die Bulgarin Denitsa Elisejewa und die Türkin Meryem Zeybek. 2010 startete sie bei den Weltmeisterschaften in Bridgetown, besiegte die Inderin Neetu Chahal, die Brasilianerin Adriana Araújo, die Russin Anastassija Beljakowa, die US-Amerikanerin Queen Underwood und erneut die Chinesin Dǒng Chéng, womit sie ihren dritten WM-Titel gewann. Zudem gewann sie 2010 wieder die EU-Meisterschaften durch Finalsieg gegen Denitsa Elisejewa.
2011 wurde ein weiteres erfolgreiches Jahr. Sie gewann mit einem Finalsieg gegen die Polin Karolina Graczyk erneut die EU-Meisterschaften und durch einen Finalsieg gegen die Russin Sofja Otschigawa erneut den EM-Titel. 2012 sicherte sie sich zudem in Qinhuangdao ihren vierten WM-Titel, wobei sie im Finale erneut Otschigawa bezwang. Bei den Olympischen Spielen 2012 in London waren erstmals Frauen startberechtigt, wobei Taylor als amtierende Weltmeisterin qualifiziert war. Sie trug zudem die irische Flagge während der Eröffnungszeremonie. Gegen die Engländerin Natasha Jonas (26:15) und die Tadschikin Mavzuna Chorayeva (17:9) erreichte sie das Finale, wo sie erneut Otschigawa (10:8) bezwang und erste Olympiasiegerin im Leichtgewicht wurde. Für 2012 wurde sie zu Irlands Sportler des Jahres gewählt.
2013 wurde sie wieder EU-Meisterin, wobei sie im Halbfinale die Finnin Mira Potkonen und im Finale die Französin Estelle Mossely besiegte. 2014 gewann sie die EM in Bukarest und auch die WM in Jeju. Sie schlug dabei unter anderem erneut Mira Potkonen und Estelle Mossely. 2015 startete sie bei den ersten Europaspielen in Baku und schlug im Finale wieder Estelle Mossely.
2016 endete ihre erfolgreiche Siegesserie bei den Weltmeisterschaften in Astana, als sie im Halbfinale mit 1:2 gegen Estelle Mossely ausschied und Bronze gewann. Auch bei den Olympischen Spielen 2016 in Rio de Janeiro unterlag sie frühzeitig gegen Mira Potkonen mit 1:2.

## Profikarriere
Ihr Profidebüt bestritt sie am 26. November 2016 für den britischen Promoter Matchroom Boxing und siegte gegen die Polin Karina Kopinska. Die WBA-Weltmeisterschaft im Leichtgewicht gewann sie in ihrem siebenten Kampf am 28. Oktober 2017 gegen die Argentinierin Anahi Sánchez. Den Titel verteidigte sie im Dezember desselben Jahres gegen die US-Amerikanerin Jessica McCaskill.
Am 28. April 2018 gewann sie einen Titel-Vereinigungskampf gegen die IBF-Weltmeisterin Victoria Bustos. Beide Titel verteidigte sie am 28. Juli 2018 vorzeitig gegen die US-Amerikanerin Kimberly Connor. Ihre nächste Titelverteidigung bestritt sie bereits am 20. Oktober 2018 gegen Cindy Serrano aus Puerto-Rico und gewann einstimmig nach Punkten. Ihre inzwischen fünfte WBA- und dritte IBF-Titelverteidigung gewann sie am 15. Dezember 2018 im Madison Square Garden von New York City einstimmig gegen die ungeschlagene Finnin Eva Wahlström, die sie bereits während ihrer Amateurkarriere besiegen konnte.
Am 15. März 2019 vereinte sie ihre WBA- und IBF-Titel mit dem WBO-Weltmeistertitel von Rose Volante, nachdem ihr ein TKO-Sieg gegen die Brasilianerin gelungen war. Den WBC-Weltmeistertitel gewann sie am 1. Juni 2019 durch einen Punktsieg gegen die Belgierin Delfine Persoon. Sie vereinte damit, nach Cecilia Brækhus und Claressa Shields, als erst dritte Frau, alle vier bedeutenden WM-Gürtel einer Gewichtsklasse.
Am 2. November 2019 boxte sie im Halbweltergewicht gegen die Griechin Christina Linardatou um den WBO-Weltmeistertitel und siegte einstimmig nach Punkten.
Am 22. August 2020 bestritt sie einen Rückkampf gegen Delfine Persoon um die vier WM-Titel im Leichtgewicht und siegte einstimmig. Die Titel verteidigte sie am 14. November 2020 einstimmig gegen die Spanierin Miriam Gutiérrez, am 1. Mai 2021 einstimmig gegen die Britin Natasha Jonas, am 4. September 2021 einstimmig gegen die US-Amerikanerin Jennifer Han und am 11. Dezember 2021 ebenfalls einstimmig gegen die Kasachin Firusa Scharipowa.
Am 30. April 2022 gewann sie nach Punkten gegen Amanda Serrano und im Oktober 2022 gegen Karen Carabajal. Am 20. Mai 2023 verlor sie nach Punkten gegen die Britin Chantelle Cameron, besiegte diese jedoch im Rückkampf am 25. November 2023.
2024 und 2025 siegte sie zudem jeweils erneut gegen Amanda Serrano.

## Laufbahn als Fußballerin
Neben dem Boxen frönt Katie Taylor auch dem Fußballsport. Sie spielt dabei für Lourdes Celtic, St. James Gate, St Catherine’s und Peamount United in der höchsten irischen Frauenliga. Außerdem spielte sie im U-16- und im U-19-Nationalteam Irlands und war von 2006 bis 2009 Mitglied der irischen Frauen-Nationalmannschaft. Sie hat aber immer deutlich gemacht, dass Boxen ihre Sportart Nr. 1 ist.

### Memoiren
Für ihre Autobiografie My Olympic Dream wurde Taylor 2012 mit einem Irish Book Award ausgezeichnet.